# Weber (unidad)
El weber (símbolo: Wb) es la unidad de flujo magnético o flujo de inducción magnética en el Sistema Internacional de Unidades equivalente al flujo magnético que al atravesar un circuito de una sola espira produce en la misma una fuerza electromotriz de 1 voltio si se anula dicho flujo en 1 segundo por decrecimiento uniforme. Es representado simbólicamente por Wb. El nombre de esta unidad fue dado en honor al físico alemán Wilhelm Eduard Weber.
1 Wb = 1 V·s = 1 T·m2 = 1 m2·kg·s-2·A-1.
Su equivalente en el Sistema Cegesimal de Unidades (CGS) es el máxwell. 1 máxwell = 10-8 Wb.
El weber también es expresado en otras varias unidades:
{\displaystyle \mathrm {Wb} ={\dfrac {\mathrm {kg} {\cdot }\mathrm {m} ^{2}}{\mathrm {s} ^{2}{\cdot }\mathrm {A} }}=\Omega {\cdot }{\text{C}}=\mathrm {V} {\cdot }\mathrm {s} =\mathrm {H} {\cdot }\mathrm {A} =\mathrm {T} {\cdot }\mathrm {m} ^{2}={\dfrac {\mathrm {J} }{\mathrm {A} }}={\dfrac {\mathrm {N} {\cdot }\mathrm {m} }{\mathrm {A} }}=10^{8}\mathrm {Mx} }
donde
Wb = weber,

Ω = ohmio,

C = culombio,

V = voltio,

T = tesla,

J = julio,

N = newton

m = metro,

s = segundo,

A = amperio,

H = henrio,

Mx = maxwell.

## Múltiplos del SI
A continuación una tabla de los múltiplos y submúltiplos del Sistema Internacional de Unidades:
| Submúltiplos                                   | Submúltiplos | Submúltiplos |         | Múltiplos | Múltiplos   | Múltiplos |
| Valor                                          | Símbolo      | Nombre       | Valor   | Símbolo   | Nombre      |           |
| 10−1 Wb                                        | dWb          | deciweber    | 101 Wb  | daWb      | decaweber   |           |
| 10−2 Wb                                        | cWb          | centiweber   | 102 Wb  | hWb       | hectoweber  |           |
| 10−3 Wb                                        | mWb          | miliweber    | 103 Wb  | kWb       | kiloweber   |           |
| 10−6 Wb                                        | µWb          | microweber   | 106 Wb  | MWb       | megaweber   |           |
| 10−9 Wb                                        | nWb          | nanoweber    | 109 Wb  | GWb       | gigaweber   |           |
| 10−12 Wb                                       | pWb          | picoweber    | 1012 Wb | TWb       | teraweber   |           |
| 10−15 Wb                                       | fWb          | femtoweber   | 1015 Wb | PWb       | petaweber   |           |
| 10−18 Wb                                       | aWb          | attoweber    | 1018 Wb | EWb       | exaweber    |           |
| 10−21 Wb                                       | zWb          | zeptoweber   | 1021 Wb | ZWb       | zettaweber  |           |
| 10−24 Wb                                       | yWb          | yoctoweber   | 1024 Wb | YWb       | yottaweber  |           |
| 10−27 Wb                                       | rWb          | rontoweber   | 1027 Wb | RWb       | ronnaweber  |           |
| 10−30 Wb                                       | qWb          | quectoweber  | 1030 Wb | QWb       | quettaweber |           |
| Prefijos comunes de unidades están en negrita. |              |              |         |           |             |           |

Esta unidad del Sistema Internacional es nombrada así en honor a Wilhelm Eduard Weber. En las unidades del SI cuyo nombre proviene del nombre propio de una persona, la primera letra del símbolo se escribe con mayúscula (Wb), en tanto que su nombre siempre empieza con una letra minúscula (weber), salvo en el caso de que inicie una frase o un título.
Basado en The International System of Units, sección 5.2.

## Historia
En 1861, la Asociación Británica para el Avance de la Ciencia (conocida como "El BA"  ) estableció un comité dirigido por William Thomson (más tarde Lord Kelvin) para estudiar las unidades eléctricas. En un manuscrito de febrero de 1902, con notas manuscritas de Oliver Heaviside, Giovanni Giorgi propuso un conjunto de unidades racionales de electromagnetismo, incluido el weber, y señaló que "el producto del voltio en el segundo ha sido llamado weber por BA".
La Comisión Electrotécnica Internacional comenzó a trabajar en terminología en 1909 y estableció el Comité Técnico 1 en 1911, su comité establecido más antiguo, "para sancionar los términos y definiciones utilizados en los diferentes campos electrotécnicos y para determinar la equivalencia de los términos utilizados en los distintos idiomas." 
No fue sino hasta 1927 que TC1 se ocupó del estudio de varios problemas pendientes relacionados con cantidades y unidades eléctricas y magnéticas. Se abrieron discusiones de naturaleza teórica en las que eminentes ingenieros eléctricos y físicos consideraron si la intensidad del campo magnético y la densidad de flujo magnético eran de hecho cantidades de la misma naturaleza. A medida que continuaba el desacuerdo, la CEI decidió hacer un esfuerzo para remediar la situación. Encomendó a un grupo de trabajo que estudiara la cuestión en preparación para la próxima reunión.
En 1930, TC1 decidió que la intensidad del campo magnético (H) es de naturaleza diferente a la densidad de flujo magnético (B), [9] y se planteó la cuestión de nombrar las unidades para estos campos y cantidades relacionadas, entre ellas la integral de densidad de flujo magnético. 
En 1935, TC 1 recomendó nombres para varias unidades eléctricas, incluido el weber para la unidad práctica de flujo magnético (y el maxwell para la unidad CGS ).

Se decidió ampliar la serie existente de unidades prácticas en un sistema completo e integral de unidades físicas, adoptando la recomendación en 1935 "que el sistema con las cuatro unidades fundamentales propuesto por el profesor Giorgi se adopte sujeto a que finalmente se seleccione la cuarta unidad fundamental". Este sistema recibió la designación de "sistema Giorgi".
También en 1935, TC1 pasó la responsabilidad de "magnitudes y unidades eléctricas y magnéticas" al nuevo TC24. Esto "condujo finalmente a la adopción universal del sistema Giorgi, que unificó las unidades electromagnéticas con el sistema dimensional de unidades MKS, el conjunto ahora conocido simplemente como el sistema SI (Système International d'unités)".
En 1938, TC24 "recomendó como enlace de conexión [de unidades mecánicas a eléctricas] la permeabilidad del espacio libre con el valor de μ 0 = 4π × 10 - 7  H / m. Este grupo también reconoció que cualquiera de las unidades prácticas ya en uso ( ohmios, amperios, voltios, henrios, faradios, culombios y weber), podría servir igualmente como la cuarta unidad fundamental. "Después de la consulta, el amperio se adoptó como la cuarta unidad del sistema Giorgi en París en 1950. "